# Macrogryllus bicolor
Macrogryllus bicolor är en insektsart som beskrevs av Lucien Chopard 1930. Macrogryllus bicolor ingår i släktet Macrogryllus och familjen syrsor. Inga underarter finns listade i Catalogue of Life.